# Benny Golson
Benny Golson (25. ledna 1929 – 21. září 2024) byl americký saxofonista, skladatel a aranžér. V roce 1995 získal ocenění NEA Jazz Masters.
Benny Golson je znám také z cameo role ve filmu Terminál, kde si zahrál sám sebe. Jeho podpis chyběl do sbírky otci Viktora Navorského z Krakozie (kterého hrál Tom Hanks).

## Diskografie (výběr)
- 1957: Walkin' (Fresh Sound Records) Freddie Hubbard, Curtis Fuller, Eric Dolphy, Wayne Shorter, Bill Evans
- 1957: Benny Golson's New York Scene (OJC) Art Farmer, Julius Watkins, Gigi Gryce, Sahib Shihab
- 1957: The Modern Touch (OJC) Kenny Dorham, J.J. Johnson, Wynton Kelly
- 1958: Benny Golson and the Philadephians (United Artists/Blue Note) Lee Morgan, Ray Bryant, Bobby Timmons, Percy Heath
- 1958: The Other Side of Benny Golson (OJC) Curtis Fuller, Barry Harris, Jimie Merritt
- 1959: Gone with Golson (OJC) Curtis Fuller, Ray Bryant
- 1959: Groovin' with Golson (OJC) Curtis Fuller, Ray Bryant
- 1959: Getting' with It (New Jazz/OJC) Fuller, Tommy Flanagan, Doug Watkins
- 1960: Take a Number from 1 to 10 (Argo)
- 1962: Turning Point (Mercury), Free (Argo)
- 1965: Three Little Words (Jazz House) Stan Tracey, Rick Laird, Billy Hart
- 1967: Tune In, Turn On (Verve) Art Farmer, Eric Gale
- 1979: Blues on Down
- 1983: California Message (Timeless) Curtis Fuller
- 1983: This Is for You, John (Timeless)Pharoah Sanders, Cedar Walton, Ron Carter, Jack De Johnette
- 1985: Time Speaks (Timeless) Freddie Hubbard, Woody Shaw, Ben Riley, Kenny Barron, Cecil McBee
- 1986: Up Jumped Benny! (Arkadia) Kevin Hays
- 1989: Live (Dreyfus) Mulgrew Miller, Peter Washington, Tony Reedus
- 1990: Stardust (Denon) Freddie Hubbard, Ron Carter, Marvin Smith, Mulgrew Miller
- 1990: Benny Golson Quartet (LRC) Mulgrew Miller, Rufus Reid, Tony Reedus
- 1991: Domingo (Dreyfus) Curtis Fuller
- 1992: I Remember Miles (Evidence) Eddie Henderson, Curtis Fuller, Mulgrew Miller, Ray Drummond
- 1996: Tenor Legacy (Arkadia) Branford Marsalis, James Carter, Harold Ashby
- 1997: Remembering Clifford (Milestone) Ron Blake
- 1999: That's Funky (Arkadia) Nat Adderley, Monty Alexander, Ray Drummond, Marvin Smitty Smith
- 2009: new time, new `tet (Concord Music Group)
- 2016: Horizon Ahead (HighNote)